# Président du Sénat (Espagne)
Pour les articles homonymes, voir Président du Sénat.
Le président du Sénat d'Espagne (en espagnol : Presidente del Senado de España) est le sénateur chargé d'occuper la présidence du Sénat, chambre haute des Cortes Generales.
Le titulaire de ce poste est, depuis le 17 août 2023, le conservateur Pedro Rollán.

## Élection
Il est élu lors de la première séance qui suit la tenue des élections générales (sesión constitutiva), ou lors de la première séance plénière (pleno) qui suit la démission du titulaire.
La majorité absolue des sénateurs est requise lors du premier tour. En cas d'échec, un second tour est organisé immédiatement après la proclamation des résultats par le président de séance entre les deux sénateurs ayant remporté le plus grand nombreux de suffrages, où la majorité simple est cette fois suffisante. Chaque sénateur est libre d'écrire le nom qu'il souhaite sur son bulletin de vote, même si ceux du groupe majoritaire votent toujours pour un candidat préalablement désigné par leur parti.
Son mandat prend fin en cas de décès, démission, perte de la qualité de député, ou à la veille de la session constitutive de l'assemblée nouvellement élu.

## Fonctions
Il préside séances plénières, dont il assure l'ouverture, la clôture et la fixation de l'ordre du jour en accord avec le bureau et en collaboration avec la conférence des porte-paroles. Il préside également les réunions du bureau, de la conférence des porte-paroles et de la députation permanente.
Il dirige les débats en séance plénière, accorde et retire la parole aux orateurs. Il veille à l'application du règlement du Sénat, au respect de la courtoisie et des usages parlementaires.
Chargé de diriger les débats et d'en contrôler le bon ordre, lui seul peut donner la parole et la retirer. Il a la faculté de rappeler à l'ordre un sénateur qui tient des paroles offensantes pour ses collègues, l'assemblée, les institutions de l'État, ou qui perturbe les débats par des interruptions intempestives. Après trois rappels à l'ordre, il peut prononcer son expulsion pour le reste de la séance et étendre cette sanction à la séance suivante. En cas de récidive, des mesures plus graves pourront être adoptées, en accord avec la chambre. Si le sénateur expulsé refuse de quitter la salle des séances, le président peut prendre toute mesure pour rendre cette expulsion effective et prononcer une suspension des fonctions parlementaires pour un mois au plus.
Il peut participer aux réunions de n'importe quelle commission, mais ne peut exprimer de vote s'il n'y est préalablement inscrit. En cas de nécessité liée au déroulement des travaux législatifs de la chambre, il peut convoquer et fixer l'ordre du jour de n'importe quelle commission. C'est par son intermédiaire que ces mêmes commissions demandent des informations ou convoquent des ministres ou des hauts fonctionnaires.
En cas de vacance, d'absence ou d'impossibilité, il est remplacé par un vice-président, selon l'ordre d'élection.

## Rang protocolaire
Il se situe au cinquième rang dans l'ordre de préséance, après le roi d'Espagne, sa famille, le président du gouvernement et le président du Congrès des députés.

## Titulaires depuis 1977
| Législature  | Titulaire                 | Circonscription  | Parti               | Parti | Élection                               | Date de début    | Date de fin       |
| ------------ | ------------------------- | ---------------- | ------------------- | ----- | -------------------------------------- | ---------------- | ----------------- |
| Constituante | Antonio Fontán            | Séville          |                     | UCD   | 1er tour : 132 voix                    | 13 juillet 1977  | 26 mars 1979      |
| Ire          | Cecilio Valverde          | Cordoue          |                     | UCD   | 1er tour : 122 voix                    | 27 mars 1979     | 17 novembre 1982  |
| IIe          | José Federico de Carvajal | Madrid           |                     | PSOE  | 1er tour : 158 voix                    | 18 novembre 1982 | 14 juillet 1986   |
| IIIe         | José Federico de Carvajal | Madrid           |                     | PSOE  | 1er tour : 235 voix                    | 15 juillet 1986  | 20 novembre 1989  |
| IVe          | Juan José Laborda         | Burgos           |                     | PSOE  | 1er tour : 144 voix                    | 21 novembre 1989 | 28 juin 1993      |
| Ve           | Juan José Laborda         | Burgos           |                     | PSOE  | 1er tour : 137 voix                    | 29 juin 1993     | 26 mars 1996      |
| VIe          | Juan Ignacio Barrero      | Badajoz          |                     | PP    | 1er tour : 238 voix                    | 27 mars 1996     | 8 février 1999    |
| VIe          | Esperanza Aguirre         | Madrid           |                     | PP    | 1er tour : 150 voix                    | 9 février 1999   | 4 avril 2000      |
| VIIe         | Esperanza Aguirre         | Madrid           |                     | PP    | 1er tour : 223 voix                    | 5 avril 2000     | 17 octobre 2002   |
| VIIe         | Juan José Lucas           | Castille-et-León |                     | PP    | 1er tour : 155 voix                    | 22 octobre 2002  | 10 juillet 2003   |
| VIIe         | Juan José Lucas           | Castille-et-León | 1er tour : 151 voix | PP    | 14 juillet 2003                        | 1er avril 2004   |                   |
| VIIIe        | Javier Rojo               | Alava            |                     | PSOE  | 1er tour : 128 voix                    | 2 avril 2004     | 31 mars 2008      |
| IXe          | Javier Rojo               | Alava            |                     | PSOE  | 1er tour : 134 voix                    | 1er avril 2008   | 12 décembre 2011  |
| Xe           | Pío García-Escudero       | Madrid           |                     | PP    | 1er tour : 180 voix                    | 13 décembre 2011 | 12 janvier 2016   |
| XIe          | Pío García-Escudero       | Madrid           |                     | PP    | 1er tour : 144 voix                    | 13 janvier 2016  | 18 juillet 2016   |
| XIIe         | Pío García-Escudero       | Madrid           |                     | PP    | 1er tour : 155 voix                    | 19 juillet 2016  | 5 mars 2019       |
| XIIIe        | Manuel Cruz Rodríguez     | Barcelone        |                     | PSC   | 1er tour : 140 voix                    | 21 mai 2019      | 24 septembre 2019 |
| XIVe         | Pilar Llop                | Madrid           |                     | PSOE  | 1er tour : 132 voix 2d tour : 130 voix | 3 décembre 2019  | 8 juillet 2021    |
| XIVe         | Ander Gil                 | Burgos           |                     | PSOE  | 1er tour : 132 voix 2d tour : 132 voix | 12 juillet 2021  | 17 août 2023      |
| XVe          | Pedro Rollán              | Madrid           |                     | PP    | 1er tour : 142 voix                    | 17 août 2023     |                   |